# Mario Etchelecu
Mario Enrique Etchelecu Álvarez (Ciudad de Panamá, 30 de enero de 1974) es un empresario y político panameño, fue precandidato a la presidencia de Panamá, segundo vicepresidente del Partido Panameñista y ex Ministro de Vivienda y Ordenamiento Territorial. Vivió su infancia y parte de su juventud en Las Cumbres en un hogar de clase media. Es administrador de profesión y posee un postgrado en finanzas y un MBA con énfasis en finanzas.

## Biografía
Mario Enrique Etchelecu Álvarez nació en la Ciudad de Panamá, siendo el menor de sus hermanas, Mariana Etchelecu y Gabriela Etchelecu. Último hijo del núcleo familiar entre Piedad Álvarez, psicóloga y de Mario Rubén Etchelecu, ingeniero agrónomo. Sus padres llegaron a Panamá hace 48 años, logrando establecerse y desarrollarse de forma exitosa. Desde niño desarrolló afinidad por el mundo agropecuario. Su padre es un reconocido consultor en el área, así que lo acompañaba por todo el país en la visita de fincas; y practicó por un tiempo el lazo.
Vivió hasta los 24 años de edad en Las Cumbres; creció dentro de una generación de jóvenes que les interesaba el bien común y la igualdad social. Cuando tenía 15 años vivió la época de la dictadura militar de Panamá encabezada por Manuel Antonio Noriega, esto influenció notablemente su personalidad, despertó su interés político y a desarrollar su conciencia por la lucha por la democracia.
El 7 de febrero de 1998, contrajo matrimonio con la panameña Mónica Orfila de Etchelecu, con quien tiene tres hijas; Verónica Etchelecu, Carolina Etchelecu y Juliana Etchelecu.

## Educación
Realizó sus estudios de primaria en el Instituto Pedagógico de Panamá, en Las Cumbres y la secundaria en el colegio Sek internacional.
Es egresado de la ULACIT, con el título de “Licenciado en Mercadeo".
Más adelante realizó en la misma institución, un postgrado en finanzas y después un MBA con énfasis en finanzas.

## Vida Empresarial
Desde los 19 años trabajó en una empresa de desarrollo inmobiliario, mientras seguía sus estudios universitarios, esto lo lleva a comprender hoy en día a los adolescentes y jóvenes en su esfuerzo y la importancia de la educación para salir adelante. En el año 1999 con tan solo 26 años, se lanza al mundo empresarial con su empresa propia Bienes Raíces COT, la cual se ha convertido en una de las empresas líderes en el mercado panameño, al desarrollar proyectos urbanos y comerciales de renombre.

## Carrera política
Mario Etchelecu en su predilección política desde adolescente fue panameñista, y un gran admirador de Arnulfo Arias Madrid. Simpatizó con líderes pertenecientes a este grupo desde aquella época. En el año 2000 decidió pertenecer al Partido Panameñista inscribiéndose, con lo cual selló ese compartir valores y principios que siempre han acompañado su ideal de equidad social.
Desde el 2007, ya su nombre era conocido por el respaldo en la campaña dentro de las primarias para presidente de Juan Carlos Varela. En este mismo año, también fue jefe de campaña para el candidato a la alcaldía de la Ciudad de Panamá.
En la dura campaña 2014, incluso durante los difíciles 2 años y medio antes de las Elecciones del 4 de mayo, se mantuvo dentro del pequeño grupo leal al vicepresidente Varela y fue pieza importante en el triunfo panameñista del 4 de mayo de 2014.
Fue Ministro de Vivienda y Ordenamiento Territorial durante 4 años.
En las primarias que se llevaron a cabo el 29 de octubre del 2018 saco el 37.95% de los votos en las elecciones primarias para escoger al candidato presidencial por el Partido Panameñista, actualmente es segundo vicepresidente del Partido Panameñista.

## Ministro de Vivienda y Ordenamiento Territorial (2014- 2018)
La gestión de Mario Etchelecu como ministro, ha superado cifras récord en entrega de viviendas y soluciones habitacionales en la República de Panamá, rebasando la meta original de 25 mil viviendas y estableciendo y cumpliendo una meta de más de 100 mil viviendas en todo el territorio nacional.
Los proyectos más destacados que ha llevado a cabo en ese sentido son: Techos de Esperanza, Bono Solidario, Renovación Urbana de Colón, Ciudad Esperanza en Arraiján, Urbanización de San Antonio en Veraguas, Zarzos de Esperanza, y también se ha destacado por la lucha en la erradicación de las barracas en La Ciudad y el establecimiento de viviendas decentes y la legalización de tierras que antes eran asentamientos informales, impactando zonas de difícil acceso, y beneficiando a la población de escasos recursos, entre otras acciones de justicia social.